# Bagarius bagarius
Bagarius bagarius és una espècie de peix de la família dels sisòrids i de l'ordre dels siluriformes.

## Morfologia
- Els mascles poden assolir 200 cm de longitud total.
- Nombre de vèrtebres: 38-42.[1][2]

## Alimentació
Menja insectes, peixets, granotes i gambes

## Hàbitat
És un peix bentopelàgic i de clima tropical (18 °C- 25 °C).

## Distribució geogràfica
Es troba a Àsia: conques del rius Ganges, Mekong i Chao Phraya; rius Salween i Maeklong, i la Tailàndia peninsular.

## Ús comercial
És venut fresc.